# Euripersia inquilina
Euripersia inquilina är en insektsart som först beskrevs av Leonardi 1908.  Euripersia inquilina ingår i släktet Euripersia och familjen ullsköldlöss. Inga underarter finns listade i Catalogue of Life.